# Buitrago del Lozoya
Buitrago del Lozoya település Spanyolországban, Madrid tartományban. Buitrago del Lozoya Garganta de los Montes, Gargantilla del Lozoya y Pinilla de Buitrago, Villavieja del Lozoya, Gascones, La Serna del Monte, Piñuécar-Gandullas, Puentes Viejas és Lozoyuela-Navas-Sieteiglesias községekkel határos. Lakosainak száma 1973 fő (2024).

## Népesség
A település népessége az utóbbi években az alábbiak szerint változott:
| Lakosok száma | 1565 | 1755 | 1936 | 2078 | 2031 | 1952 | 1854 | 1884 | 1948 | 1973 |
|               | 2001 | 2004 | 2007 | 2009 | 2012 | 2014 | 2017 | 2019 | 2022 | 2024 |